# Angie Bowie

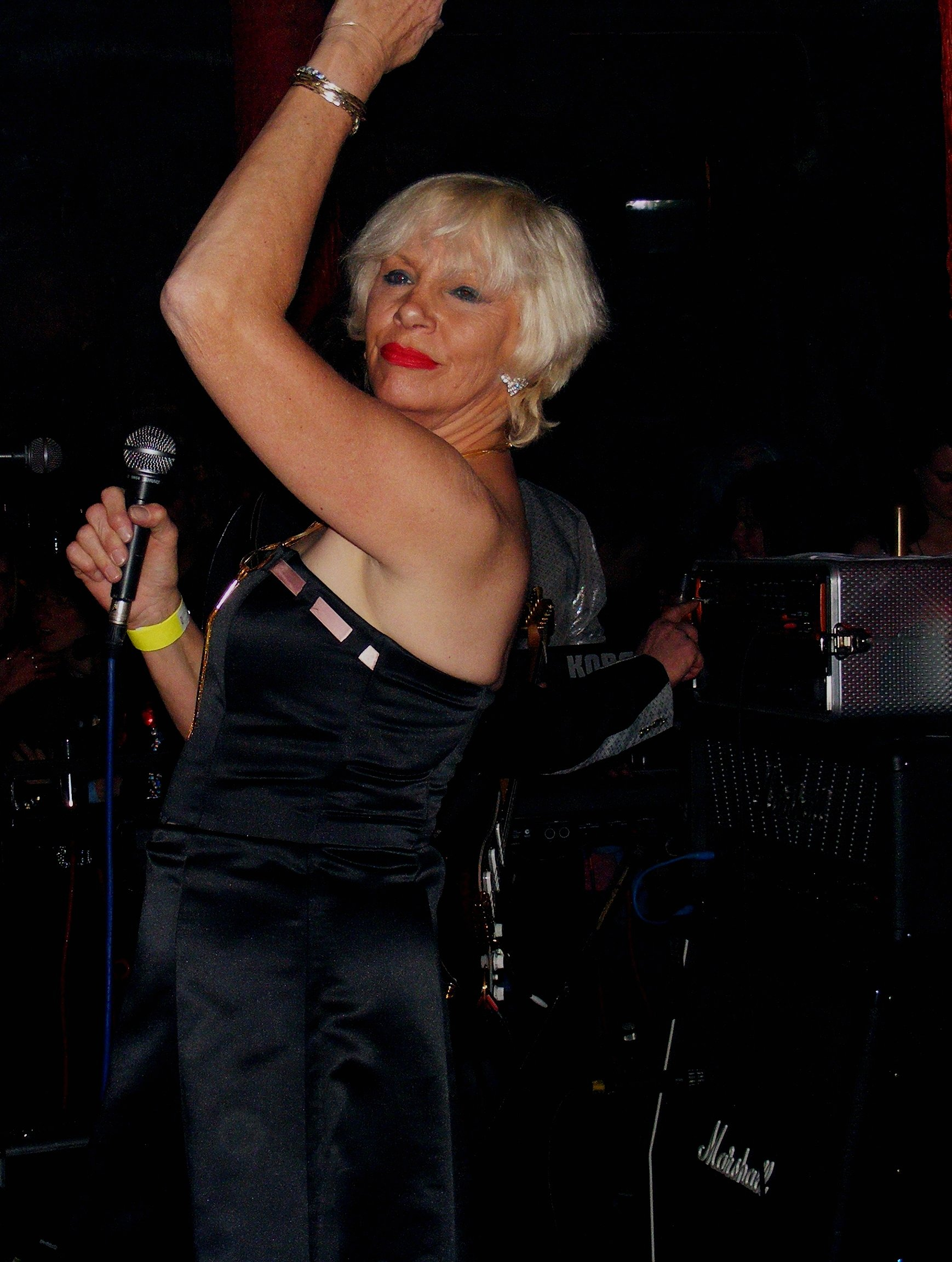
Angie Bowie

Angela (Angie) Bowie, geboren als Mary Angela Barnett (Áyios Dométios, 25 september 1949), is een Amerikaans fotomodel, actrice en journaliste die samen met haar voormalige echtgenoot David Bowie de glamrockcultuur en mode van de jaren zeventig beïnvloedde, en ook impact had door haar openlijke communicatie over haar biseksualiteit.
Angie Bowie was van 1970 tot hun scheiding in 1980 gehuwd met de Engelse zanger David Bowie. Ze hebben samen een kind, de filmregisseur Duncan Jones. Bowie schreef voor Angie The Prettiest Star.
Ze kwam veelvuldig voor in de concertfilm Ziggy Stardust and the Spiders from Mars uit 1973 van D.A. Pennebaker. Ze had ook vier filmrollen als actrice, in Eat the Rich (1987), Demented (1994), Deadrockstar (2002) en La Funcionaria Asesina (2009).
Na de scheiding ging Angie Bowie weer in de Verenigde Staten wonen. Ze had nog een beëindigde relatie, waaruit een dochter voortkwam, en heeft intussen sinds 1993 een derde relatie.
Angela Bowie schreef twee autobiografieën, Free Spirit (1981) en de bestseller Backstage Passes: Life on the Wild Side with David Bowie (1993). Daarin beschreef ze haar leven met drugs en biseksuele relaties met vele gekende muzikanten, naast David Bowie. In 2014 schreef ze nog een boek over seks, Pop Sex.
Als journalist specialiseerde ze zich in genderthema's, en publiceerde regelmatig bijdragen in het maandblad Frock Magazine. In 2002 bracht ze in de reeks The Pocket Essentials een boekje uit met de titel Bisexuality.
Ze vernam het overlijden van David Bowie tijdens de opnames van het zeventiende seizoen van Celebrity Big Brother waaraan ze deelnam. Hoewel ze eerst koos in het huis te blijven, verliet ze de woning toch enkele dagen later, ook om medische redenen.
- Bibliothèque nationale de France: cb12322982h (data)
- CiNii: DA08860352
- Gemeinsame Normdatei: 119095424
- International Standard Name Identifier: 0000 0001 0893 0278
- Library of Congress Control Number: n92093106
- MusicBrainz: 4bf2f875-0010-4f0b-a95b-5b16bf740b57
- Bibliotheek van het Japanse parlement: 00463621
- Nationale bibliotheek van Australië: 35043024
- Nationale Bibliotheek van Israël: 987007403035605171
- Nederlandse Thesaurus van Auteursnamen: 107516829
- Virtual International Authority File: 44367899
- WorldCat: E39PBJvtdDwCRPwT9QrDhGWqwC